# سنتونا-لا-مونتانی
سنتونا-لا-مونتانی (به فرانسوی: Sonthonnax-la-Montagne) یک کمون در فرانسه است که در Canton of Izernore واقع شده‌است.

## خصوصیات
سنتونا-لا-مونتانی ۱۴٫۱۴ کیلومترمربع مساحت و ۳۲۳ نفر جمعیت دارد و ۶۳۰ متر بالاتر از سطح دریا واقع شده‌است.